# Harry Adam
Harry Adam (* 26. Juni 1923) ist ein ehemaliger deutscher Fußballspieler, der für Rotation Babelsberg in der DDR-Oberliga, der höchsten Liga im DDR-Fußball, aktiv war.

## Sportliche Laufbahn
Bis 1950 spielte Harry Adam in der zweitklassigen Fußball-Landesklasse Brandenburg bei der SG Cottbus-Ost, die mit Adam im selben Jahr in die neu eingerichtete zweitklassigen DDR-Liga aufstieg. 
Zur Saison 1950/51 wechselte Adam zum Oberligisten Rotation Babelsberg. Dort gelang ihm sofort der Sprung in die Stammelf, denn als zentralen Mittelfeldspieler absolvierte er 33 der 34 Oberligaspiele. Bis 1955 konnte Adam ohne Unterbrechung seinen Stammplatz in der BSG Rotation behaupten. In den sechs Spielzeiten inklusive der Übergangsrunde 1955 fehlte er nur siebenmal. Stets im Mittelfeld eingesetzt kam er auch zu sieben Punktspieltoren. Ab 1956 (Kalenderjahr-Spielrhythmus) wollte es Trainer Helmut Jacob mit dem inzwischen 33-jährigen Adam als Verteidiger versuchen, doch der fiel in der Mitte der Saison lange aus und kam nur auf zwölf der 26 Oberligaspiele. In der Saison 1957 war Adam wieder soweit hergestellt, dass er nur noch vier Oberligaspiele versäumte, und er kehrte wieder in das Mittelfeld zurück. Die Spielzeit 1958 wurde zu Adams Abschiedssaison. Nur noch in der Hinrunde wurde er sporadisch in sechs Spielen der Oberliga auf immer wieder wechselnden Position eingesetzt. Nachdem er in neun Spielzeiten 201 Oberligaspiele absolviert und dabei zehn Tore erzielt hatte, beendete Harry seine Laufbahn im Spitzenfußball.